# Khoi Vinh

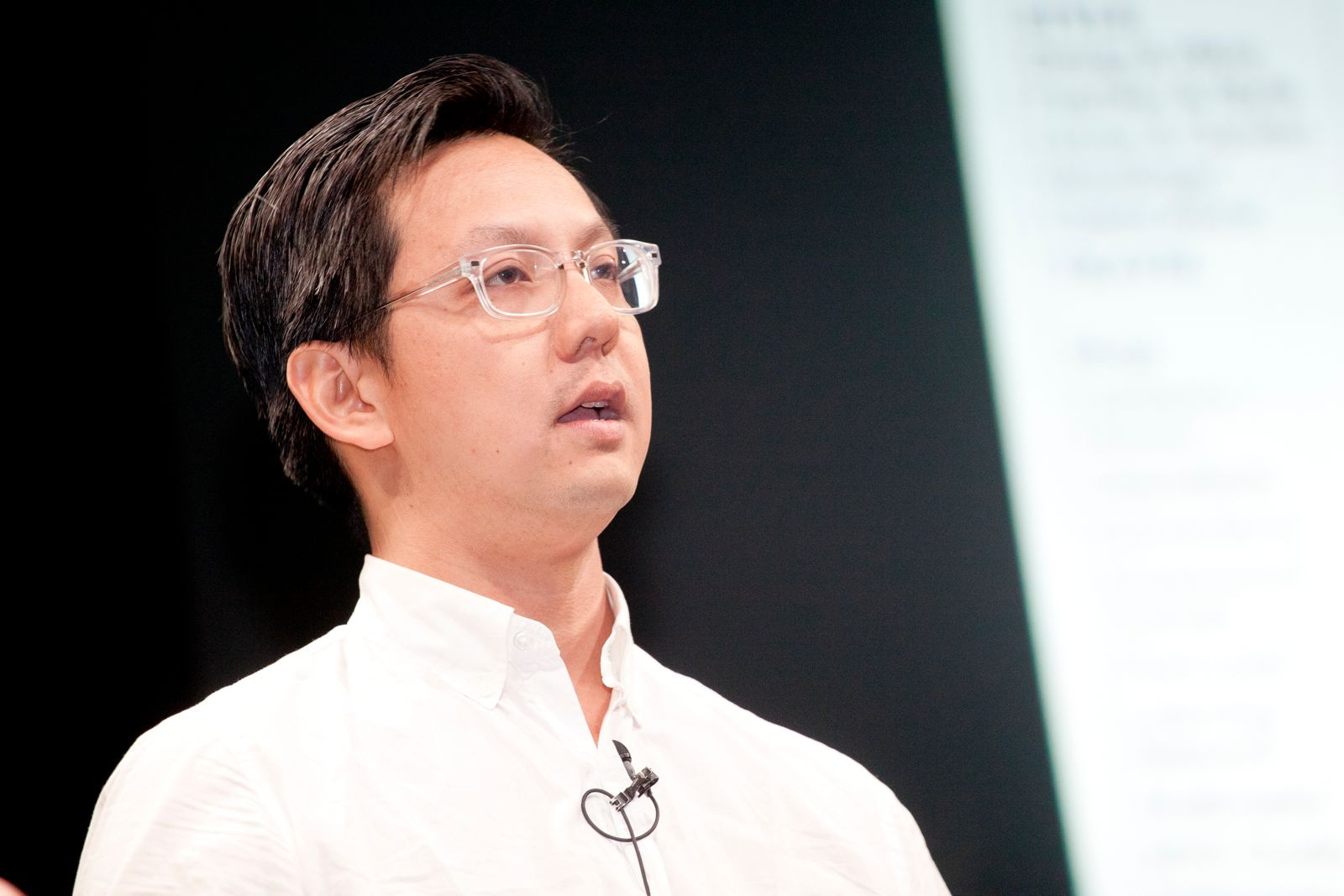
Ảnh chụp Khoi Vinh tại hội nghị TYPO SF 2012

Khoi Vinh (sinh ngày 3 tháng 12 năm 1971) là nhà thiết kế đồ họa, blogger và là cựu Giám đốc thiết kế của tờ The New York Times kể từ tháng 1 năm 2006 đến tháng 7 năm 2010. Tạp chí Fast Company đã vinh danh ông là một trong "50 nhà thiết kế có ảnh hưởng nhất nước Mỹ" vào tháng 9 năm 2011.

## Tiểu sử
Khoi Vinh chào đời năm 1971 tại Sài Gòn, Việt Nam Cộng hòa, và cùng gia đình di cư sang Mỹ năm 3 tuổi rưỡi theo diện tị nạn. Ông lớn lên ở Gaithersburg, Maryland rồi sau nhập học Trường Đại học Nghệ thuật và Thiết kế Otis và tốt nghiệp chuyên ngành Thiết kế đồ họa năm 1993. Năm 1998, ông chuyển đến Thành phố New York và bắt đầu thiết kế hầu như chỉ dành cho web và phương tiện truyền thông tương tác.
Năm 2001, ông đồng sáng lập studio thiết kế Behavior rồi làm việc tại đây cho đến tháng 12 năm 2005 thì chuyển sang làm giám đốc thiết kế cho NYTimes.com vào năm 2006. Năm 2011, ông và Scott Ostler cùng nhau thành lập công ty khởi nghiệp Lascaux Co. ở Thành phố New York. Tháng 11 năm 2011, công ty đã cho ra mắt một ứng dụng iPad gọi là Mixel cho phép người dùng tạo ra "nghệ thuật". Năm 2013, ông bán Mixel cho Etsy và gia nhập đội ngũ của họ.